# Fußball-Club Gelsenkirchen-Schalke 04 1995-1996
Questa voce raccoglie le informazioni riguardanti il Fußball-Club Gelsenkirchen-Schalke 04 nelle competizioni ufficiali della stagione 1995-1996.

## Stagione
Nella stagione 1995-1996 lo Schalke, allenato da Jörg Berger, concluse il campionato di Bundesliga al 3º posto. In Coppa di Germania lo Schalke fu eliminato agli ottavi di finale dal Kaiserslautern.

## Rosa
| N. |                        | Ruolo | Calciatore       |
| -- | ---------------------- | ----- | ---------------- |
| 1  | Germania (bandiera)    | P     | Jens Lehmann     |
| 2  | Germania (bandiera)    | D     | Thomas Linke     |
| 3  | Rep. Ceca (bandiera)   | C     | Radoslav Látal   |
| 4  | Germania (bandiera)    | D     | Yves Eigenrauch  |
| 5  | Stati Uniti (bandiera) | D     | Tom Dooley       |
| 6  | Germania (bandiera)    | C     | Andreas Müller   |
| 7  | Germania (bandiera)    | C     | Uwe Weidemann    |
| 8  | Germania (bandiera)    | C     | Ingo Anderbrügge |
| 9  | Paesi Bassi (bandiera) | A     | Youri Mulder     |
| 10 | Germania (bandiera)    | D     | Olaf Thon        |
| 11 | Germania (bandiera)    | A     | Martin Max       |
| 12 | Germania (bandiera)    | C     | Uwe Scherr       |

| N. |                        | Ruolo | Calciatore        |
| -- | ---------------------- | ----- | ----------------- |
| 13 | Germania (bandiera)    | C     | Waldemar Ksienzyk |
| 14 | Stati Uniti (bandiera) | A     | David Wagner      |
| 15 | Germania (bandiera)    | D     | Michael Prus      |
| 16 | Germania (bandiera)    | C     | Oliver Held       |
| 17 | Germania (bandiera)    | D     | Frank Schön       |
| 18 | Ucraina (bandiera)     | A     | Sergej Dikhtiar   |
| 19 | Germania (bandiera)    | C     | Michael Büskens   |
| 20 | Rep. Ceca (bandiera)   | C     | Jiří Němec        |
| 21 | Germania (bandiera)    | D     | Marco Kurz        |
| 22 | Germania (bandiera)    | P     | Mathias Schober   |
| 23 | Germania (bandiera)    | P     | Jörg Albracht     |

## Organigramma societario
Area tecnica
- Allenatore: Jörg Berger
- Allenatore in seconda: Hubert Neu
- Preparatore dei portieri: Michael Stahl
- Preparatori atletici:

## Calciomercato

### Sessione estiva
| Acquisti | Acquisti      | Acquisti            | Acquisti |
| R.       | Nome          | da                  | Modalità |
| -------- | ------------- | ------------------- | -------- |
| D        | Marco Kurz    | Borussia Dortmund   |          |
| D        | Tom Dooley    | Bayer Leverkusen    |          |
| C        | Oliver Held   | Holstein Kiel       |          |
| A        | Martin Max    | Borussia M'gladbach |          |
| D        | Frank Schön   | Wuppertal           |          |
| A        | David Wagner  | Magonza             |          |
| C        | Uwe Weidemann | Duisburg            |          |

| Cessioni | Cessioni          | Cessioni        | Cessioni |
| R.       | Nome              | a               | Modalità |
| -------- | ----------------- | --------------- | -------- |
| A        | Till Bettenstaedt | Erkenschwick    |          |
| D        | Hendrik Herzog    | Stoccarda       |          |
| A        | Stefan Kohn       | Colonia         |          |
| P        | Udo Mai           | Unterhaching    |          |
| A        | Miguel Pereira    | Preußen Münster |          |
| C        | Mark Schierenberg | Wattenscheid 09 |          |

### Sessione invernale
| Acquisti | Acquisti | Acquisti | Acquisti |
| R.       | Nome     | da       | Modalità |
| -------- | -------- | -------- | -------- |

| Cessioni | Cessioni | Cessioni | Cessioni |
| R.       | Nome     | a        | Modalità |
| -------- | -------- | -------- | -------- |

## Risultati

### Bundesliga

#### Girone di andata
| Arbitro: | Scheuerer |

|  |           |            |
|  | Marcatori | 75’ Mulder |

| Arbitro: | Merk |

|         |           |                                 |
| Max 80’ | Marcatori | 10’ Milde 60’ Baumgart 72’ Klee |

| Arbitro: | Best |

|         |           |         |
| Max 84’ | Marcatori | 9’ Mill |

| Arbitro: | Habermann |

|                |           |         |
| Ordenewitz 60’ | Marcatori | 21’ Max |

| Arbitro: | Fleske |

|                        |           |            |
| Mulder 3’ Ksienzyk 70’ | Marcatori | 59’ Häßler |

| Arbitro: | Albrecht |

|            |           |                 |
| Meijer 87’ | Marcatori | 26’ Anderbrügge |

| Arbitro: | Berg |

|           |           |            |
| Mulder 3’ | Marcatori | 85’ Trares |

| Arbitro: | Buchhart |

|           |           |                      |
| Spies 68’ | Marcatori | 51’ Mulder 75’ Látal |

| Arbitro: | Fleischer |

|            |           |               |
| Mulder 83’ | Marcatori | 40’ Marschall |

| Leverkusen 20 ottobre 1995, ore 20:00 CET 10ª giornata | Bayer Leverkusen | 0 – 0 referto | Schalke 04 | Ulrich-Haberland-Stadion (26 500 spett.)\| Arbitro: \| Zerr \| |
| Arbitro:                                               | Zerr             |               |            |                                                                |

| Arbitro: | Strampe |

|            |           |                     |
| Mulder 10’ | Marcatori | 42’ Ricken 89’ Zorc |

| Arbitro: | Best |

|                                     |           |         |
| Dahlin 20’, 73’, 77’ Pettersson 76’ | Marcatori | 33’ Max |

| Arbitro: | Buchhart |

|                         |           |  |
| Linke 12’ Weidemann 46’ | Marcatori |  |

| Arbitro: | Wagner |

|                              |           |                  |
| Balăkov 43’ (rig.) Bobic 57’ | Marcatori | 24’ Max 75’ Thon |

| Arbitro: | Koop |

|                        |           |  |
| Büskens 10’ Mulder 70’ | Marcatori |  |

| Arbitro: | Zerr |

|                                                    |           |  |
| Sforza 21’ Scholl 55’ Nerlinger 62’ Kostadinov 85’ | Marcatori |  |

| Arbitro: | Steinborn |

|                         |           |            |
| Max 49’ Anderbrügge 83’ | Marcatori | 80’ Baiano |

#### Girone di ritorno
| Gelsenkirchen 5 marzo 1996, ore 20:00 CET 18ª giornata | Schalke 04 | 0 – 0 referto | Colonia | Parkstadion (33 800 spett.)\| Arbitro: \| Albrecht \| |
| Arbitro:                                               | Albrecht   |               |         |                                                       |

| Arbitro: | Scheuerer |

|              |           |                                    |
| Schneider 7’ | Marcatori | 76’ Büskens 89’ (rig.) Anderbrügge |

| Arbitro: | Dardenne |

|                        |           |  |
| Pančev 6’ Seeliger 63’ | Marcatori |  |

| Arbitro: | Best |

|                             |           |  |
| Anderbrügge 6’ Max 12’, 48’ | Marcatori |  |

| Arbitro: | Fröhlich |

|  |           |            |
|  | Marcatori | 39’ Mulder |

| Arbitro: | Aust |

|           |           |             |
| Linke 66’ | Marcatori | 78’ Paßlack |

| Arbitro: | Habermann |

|             |           |                        |
| Winkler 27’ | Marcatori | 84’ (rig.) Anderbrügge |

| Arbitro: | Wagner |

|                                            |           |  |
| Anderbrügge 17’ (rig.) Dooley 47’ Thon 60’ | Marcatori |  |

| Kaiserslautern 4 aprile 1996, ore 20:00 CEST 26ª giornata | Kaiserslautern | 0 – 0 referto | Schalke 04 | Fritz-Walter-Stadion (38 500 spett.)\| Arbitro: \| Pohlmann \| |
| Arbitro:                                                  | Pohlmann       |               |            |                                                                |

| Arbitro: | Kemmling |

|            |           |            |
| Wagner 89’ | Marcatori | 6’ Kirsten |

| Dortmund 13 aprile 1996, ore 15:30 CEST 28ª giornata | Borussia Dortmund | 0 – 0 referto | Schalke 04 | Westfalenstadion (42 400 spett.)\| Arbitro: \| Strampe \| |
| Arbitro:                                             | Strampe           |               |            |                                                           |

| Arbitro: | Buchhart |

|                                           |           |                                        |
| Mulder 13’ Anderbrügge 51’ (rig.) Max 54’ | Marcatori | 5’ Andersson 17’ Sternkopf 47’ Wynhoff |

| Arbitro: | Fandel |

|                        |           |  |
| Driller 1’ Dammann 16’ | Marcatori |  |

| Arbitro: | Merk |

|                    |           |  |
| Mulder 65’ Max 89’ | Marcatori |  |

| Arbitro: | Berg |

|  |           |                                   |
|  | Marcatori | 14’ Linke 70’ Anderbrügge 80’ Max |

| Arbitro: | Strampe |

|                     |           |            |
| Thon 36’ Müller 90’ | Marcatori | 45’ Strunz |

| Arbitro: | Dardenne |

|            |           |                            |
| Hobsch 37’ | Marcatori | 82’ Wagner 85’ Anderbrügge |

### Coppa di Germania
| Arbitro: | Blumenstein |

|  |           |                                             |
|  | Marcatori | 3’, 35’ Weidemann 33’ Němec 68’, 84’ Mulder |

| Arbitro: | Hufgard |

|  |           |            |
|  | Marcatori | 60’ Mulder |

| Arbitro: | Heynemann |

|          |           |  |
| Koch 42’ | Marcatori |  |

## Statistiche

### Statistiche di squadra
| Competizione      | Punti | In casa | In casa | In casa | In casa | In casa | In casa | In trasferta | In trasferta | In trasferta | In trasferta | In trasferta | In trasferta | Totale | Totale | Totale | Totale | Totale | Totale | DR  |
| Competizione      | Punti | G       | V       | N       | P       | Gf      | Gs      | G            | V            | N            | P            | Gf           | Gs           | G      | V      | N      | P      | Gf     | Gs     | DR  |
| ----------------- | ----- | ------- | ------- | ------- | ------- | ------- | ------- | ------------ | ------------ | ------------ | ------------ | ------------ | ------------ | ------ | ------ | ------ | ------ | ------ | ------ | --- |
| Bundesliga        | 56    | 17      | 8       | 7       | 2       | 28      | 16      | 17           | 6            | 7            | 4            | 17           | 20           | 34     | 14     | 14     | 6      | 45     | 36     | +9  |
| Coppa di Germania | -     | 0       | 0       | 0       | 0       | 0       | 0       | 3            | 2            | 0            | 1            | 6            | 1            | 3      | 2      | 0      | 1      | 6      | 1      | +5  |
| Totale            | 56    | 17      | 8       | 7       | 2       | 28      | 16      | 20           | 8            | 7            | 5            | 23           | 21           | 37     | 16     | 14     | 7      | 51     | 37     | +14 |

### Andamento in campionato
| Giornata  | 1 | 2 | 3  | 4  | 5 | 6 | 7 | 8 | 9 | 10 | 11 | 12 | 13 | 14 | 15 | 16 | 17 | 18 | 19 | 20 | 21 | 22 | 23 | 24 | 25 | 26 | 27 | 28 | 29 | 30 | 31 | 32 | 33 | 34 |
| --------- | - | - | -- | -- | - | - | - | - | - | -- | -- | -- | -- | -- | -- | -- | -- | -- | -- | -- | -- | -- | -- | -- | -- | -- | -- | -- | -- | -- | -- | -- | -- | -- |
| Luogo     | T | C | C  | T  | C | T | C | T | C | T  | C  | T  | C  | T  | C  | T  | C  | C  | T  | T  | C  | T  | C  | T  | C  | T  | C  | T  | C  | T  | C  | T  | C  | T  |
| Risultato | V | P | N  | N  | V | N | N | V | N | N  | P  | P  | V  | N  | V  | P  | V  | N  | V  | P  | V  | V  | N  | N  | V  | N  | N  | N  | N  | P  | V  | V  | V  | V  |
| Posizione | 4 | 6 | 11 | 11 | 7 | 7 | 7 | 6 | 7 | 7  | 8  | 9  | 7  | 8  | 8  | 8  | 8  | 7  | 6  | 7  | 4  | 4  | 4  | 4  | 4  | 4  | 4  | 4  | 4  | 4  | 4  | 3  | 3  | 3  |

Legenda:

Luogo: C = Casa; T = Trasferta. Risultato: V = Vittoria; N = Pareggio; P = Sconfitta.

### Statistiche dei giocatori
| Giocatore      | Bundesliga | Bundesliga | Bundesliga  | Bundesliga | Coppa di Germania | Coppa di Germania | Coppa di Germania | Coppa di Germania | Totale   | Totale | Totale      | Totale     |
| Giocatore      | Presenze   | Reti       | Ammonizioni | Espulsioni | Presenze          | Reti              | Ammonizioni       | Espulsioni        | Presenze | Reti   | Ammonizioni | Espulsioni |
| -------------- | ---------- | ---------- | ----------- | ---------- | ----------------- | ----------------- | ----------------- | ----------------- | -------- | ------ | ----------- | ---------- |
| J. Albracht    | 2          | 0          | 0           | 0          | 0                 | 0                 | 0                 | 0                 | 2        | 0      | 0           | 0          |
| I. Anderbrügge | 27         | 9          | 0           | 0          | 2                 | 0                 | 0                 | 0                 | 29       | 9      | 0           | 0          |
| M. Büskens     | 27         | 2          | 3           | 0          | 1                 | 0                 | 0                 | 0                 | 28       | 2      | 3           | 0          |
| S. Dikhtiar    | 1          | 0          | 0           | 0          | 0                 | 0                 | 0                 | 0                 | 1        | 0      | 0           | 0          |
| T. Dooley      | 20         | 1          | 1           | 0          | 0                 | 0                 | 0                 | 0                 | 20       | 1      | 1           | 0          |
| Y. Eigenrauch  | 34         | 0          | 3           | 0          | 3                 | 0                 | 0                 | 0                 | 37       | 0      | 3           | 0          |
| O. Held        | 18         | 0          | 1           | 0          | 0                 | 0                 | 0                 | 0                 | 18       | 0      | 1           | 0          |
| W. Ksienzyk    | 6          | 1          | 1           | 0          | 2                 | 0                 | 0                 | 0                 | 8        | 1      | 1           | 0          |
| M. Kurz        | 27         | 0          | 3           | 0          | 2                 | 0                 | 0                 | 0                 | 29       | 0      | 3           | 0          |
| J. Lehmann     | 32         | 0          | 4           | 0          | 3                 | 0                 | 0                 | 0                 | 35       | 0      | 4           | 0          |
| T. Linke       | 27         | 3          | 4           | 0          | 2                 | 0                 | 0                 | 0                 | 29       | 3      | 4           | 0          |
| R. Látal       | 32         | 1          | 5           | 0          | 3                 | 0                 | 0                 | 0                 | 35       | 1      | 5           | 0          |
| M. Max         | 32         | 11         | 4           | 0          | 2                 | 0                 | 0                 | 0                 | 34       | 11     | 4           | 0          |
| Y. Mulder      | 33         | 10         | 9           | 0          | 3                 | 3                 | 1                 | 0                 | 36       | 13     | 10          | 0          |
| A. Müller      | 28         | 1          | 7           | 0          | 3                 | 0                 | 0                 | 0                 | 31       | 1      | 7           | 0          |
| J. Němec       | 28         | 0          | 8           | 0          | 3                 | 1                 | 0                 | 0                 | 31       | 1      | 8           | 0          |
| M. Prus        | 13         | 0          | 1           | 0          | 3                 | 0                 | 0                 | 0                 | 16       | 0      | 1           | 0          |
| U. Scherr      | 13         | 0          | 1           | 0          | 3                 | 0                 | 0                 | 0                 | 16       | 0      | 1           | 0          |
| M. Schober     | 0          | 0          | 0           | 0          | 0                 | 0                 | 0                 | 0                 | 0        | 0      | 0           | 0          |
| F. Schön       | 9          | 0          | 1           | 0          | 0                 | 0                 | 0                 | 0                 | 9        | 0      | 1           | 0          |
| O. Thon        | 30         | 3          | 8           | 0          | 3                 | 0                 | 0                 | 0                 | 33       | 3      | 8           | 0          |
| D. Wagner      | 16         | 2          | 1           | 0          | 1                 | 0                 | 0                 | 0                 | 17       | 2      | 1           | 0          |
| U. Weidemann   | 13         | 1          | 2           | 0          | 3                 | 2                 | 1                 | 0                 | 16       | 3      | 3           | 0          |